# Viran Morros
Viran Morros de Argila (ur. 15 grudnia 1983 w Barcelonie) – hiszpański piłkarz ręczny, reprezentant kraju grający na pozycji lewego rozgrywającego. Do 2018 roku występował w Lidze ASOBAL, w drużynie Barca Lassa. Od sezonu 2018/19 gra w ekipie gwiazd mistrza Francji - PSG Handball.
W 2011 r. zdobył brązowy medal Mistrzostw Świata.

## Sukcesy

### klubowe
- Mistrzostwo Hiszpanii  2008, 2009, 2010
- Wicemistrzostwo Hiszpanii  2011
- Puchar Króla  2008
- Liga Mistrzów  2008, 2009, 2015
- Liga Mistrzów  2019

### reprezentacyjne
- brązowy medal Mistrzostw Świata  2011